# 佐世保港
佐世保港

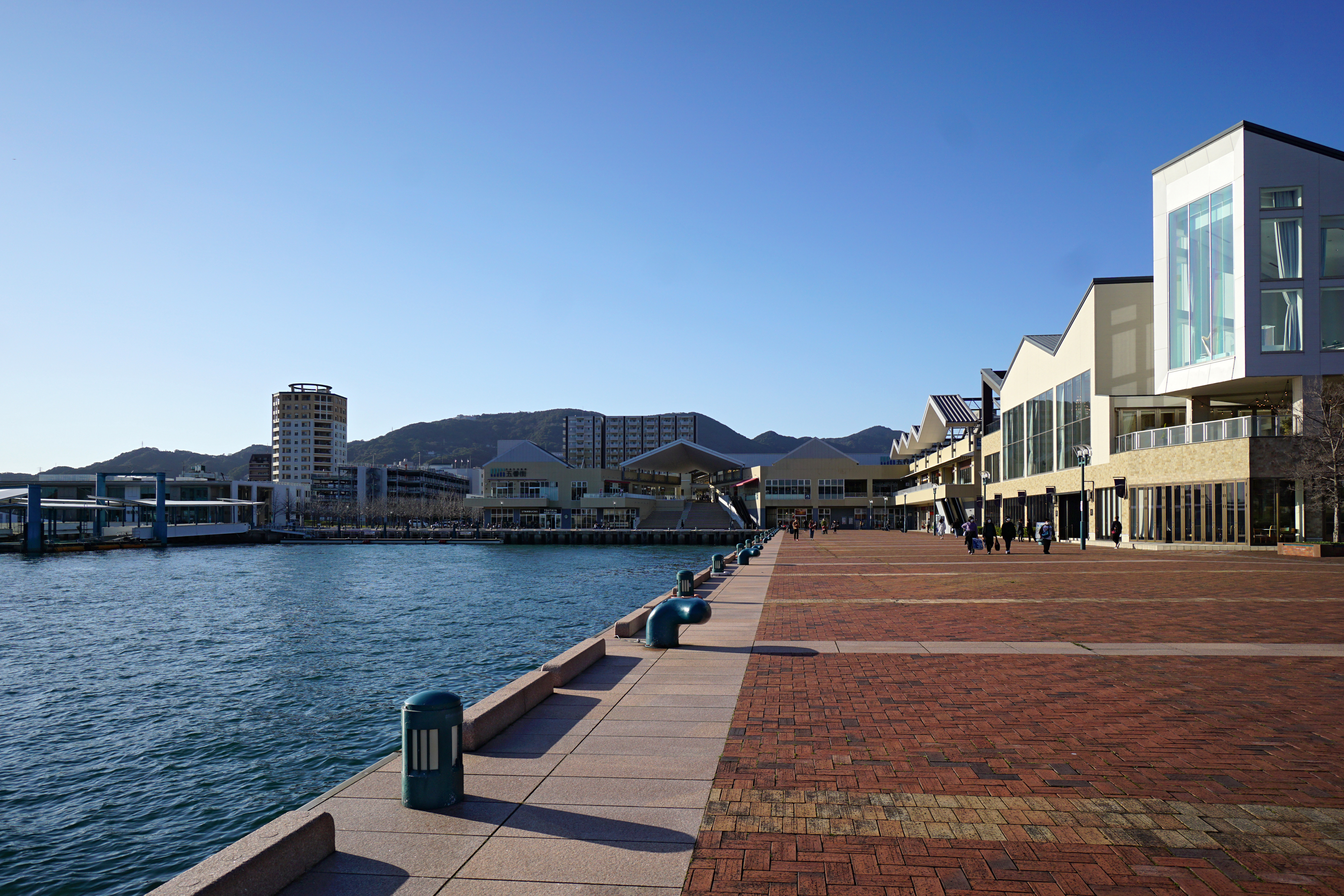
佐世保五番街

佐世保港（日语：／）是位於日本長崎県佐世保市的一個港口，由當地市政府所管理。根據日本港灣法上的分類屬於具有重大國際戰略意義及海上運輸網路基礎的重要港灣、港則法上指定為指定港口。 擁有「葉港」的美稱。它來自佐世保湾如同八角金盤的葉片般的形狀以及佐世保的名字（佐世保的「佐」的草字部首、佐世保的「世」、從漢字的樹木簡化而來的「ホ」、三者組合成一個葉字）。
國道384號中間有一段路是由佐世保港至新上五島町有川港的海上運輸道路。

## 設施

### 佐世保港
- 佐世保海軍基地

#### 附近的設施
- JR九洲、松浦鐵道：佐世保站
- 佐世保五番街

### 相浦港
- 相浦碼頭
  - 相浦港渡輪碼頭
  - 佐世保市相浦魚業合作社
- 佐世保市中央水產市場

#### 附近的設施
- 九洲電力：相浦發電所
- 松浦鐵道：相浦站

## 航路
| 營運公司         | 船種         | 航路                                                                      |
| ---------------- | ------------ | ------------------------------------------------------------------------- |
| 九洲商船         | 渡輪、高速船 | - 佐世保港～有川港（新上五島町） - 佐世保港～宇久町、小值賀島（小值賀町） |
| 美咲海送有限会社 | 渡輪、高速船 | - 佐世保港～有川港（新上五島町）                                          |
| 五島産業汽船     | 高速船       | - 佐世保港～有川港（新上五島町）                                          |
| 崎戸商船         | 渡輪         | - 佐世保港～崎戶町（西海市）、江島、平島～友住（新上五島町）              |
| 西海沿岸商船     | 渡輪、高速船 | - 佐世保港～面高、大島、松島、瀬戸（西海市）～池島（長崎市）              |
| 瀬川汽船         | 渡輪         | - 佐世保港～横瀬、川內（西海市）                                          |
| 津吉商船         | 高速船       | - 佐世保港～相浦港～前津吉（平戶市）                                      |
| 黒島旅客船       | 渡輪         | - 相浦港～高島、黑島（佐世保市）                                          |

## 歷史
- 1562年（永祿5年）－大村純忠於横瀬（現今的西海市、佐世保港）設立港口。然而在葡萄牙和南蠻貿易蓬勃發展的二年後，因為家臣的判變而把貿易的基地移轉到福田（現今的長崎市）。
- 1883年（明治16年）－海軍於佐世保灣內進行丈量。
- 1889年（明治22年）－佐世保鎮守府正式營運。隔年，由明治天皇親自出席開廳儀式。
- 1902年（明治35年）－佐世保村改制為佐世保市。
- 1945年（昭和20年）－第二次世界大戰結束後，美軍進駐佐世保港，成為駐日美軍的佐世保海軍基地。
- 1946年（昭和21年）－佐世保船舶工業（現今的佐世保重工業（日语：佐世保重工業））成立，接收舊海軍工廠的設施。
- 1948年（昭和23年）－被指定為貿易港口。
- 1950年（昭和25年）－佐世保市依據旧軍港市転換法所舉行的公投中，雖然以壓倒性的票數通過，但之後隨即爆發朝鮮戰爭，被政府徵收後再次作為軍港使用。
- 1951年（昭和26年）－被指定為重要港灣。
- 1952年（昭和27年）－佐世保市成為港灣管理者。
- 1953年（昭和28年）－海上自衛隊佐世保區總部成立。
- 1968年（昭和43年）－美國海軍的核動力航空母艦USS Enterprise CVN-65入港停靠，引發激烈的反對運動。

## 外部連結
- 佐世保市港灣部 - 佐世保市
- 佐世保海上保安部（页面存档备份，存于） - 日本海上保安廳